# Лідери ескадрених міноносців типу «Адміралті»
Не варто плутати з лідерами ескадрених міноносців «Адміралті» типу «V»
Лідери ескадрених міноносців типу «Адміралті» (англ. Admiralty type flotilla leader) або відомі як лідери есмінців типу «Скотт» (англ. Scott type flotilla leader) — клас військових кораблів з 8 лідерів ескадрених міноносців, що випускалися британськими суднобудівельними компаніями після Першої світової війни. Лідери цього типу входили до складу Королівських військово-морських флотів Великої Британії та Австралії й активно використовувалися протягом Другої світової війни.

## Лідери ескадрених міноносців типу «Адміралті»

### Прототип
| № | Корабель | Номер вимпелу | Виготовлювач             | На честь      | Закладено      | Спущено        | У строю       | Статус |
| - | -------- | ------------- | ------------------------ | ------------- | -------------- | -------------- | ------------- | --- |
| 1 | «Скотт»  |               | Cammell Laird, Беркенгед | Вальтер Скотт | 19 лютого 1917 | 18 жовтня 1917 | 16 січня 1918 | 15 серпня 1918 року ймовірно потоплений німецьким підводним човном SM UC-71 обер-лейтенанта-цур-зее Ріхарда Шорлена або підірвався на міні в Північному морі поблизу голландського берега |

### 2-га партія
| № | Корабель | Номер вимпелу | Виготовлювач             | На честь      | Закладено      | Спущено        | У строю        | Статус                                                           |
| - | -------- | ------------- | ------------------------ | ------------- | -------------- | -------------- | -------------- | ---------------------------------------------------------------- |
| 2 | «Брюс»   | D81           | Cammell Laird, Беркенгед | Роберт I Брюс | 12 травня 1917 | 26 лютого 1918 | 29 травня 1918 | 22 листопада 1939 року потоплений як мішень поблизу острову Вайт |
| 3 | «Дуглас» | D90           | Cammell Laird, Беркенгед | Джеймс Дуглас | 30 червня 1917 | 20 лютого 1918 | 2 вересня 1918 | 20 березня 1945 року проданий на брухт                           |

### 3-тя партія
| № | Корабель   | Номер вимпелу | Виготовлювач                         | На честь                 | Закладено         | Спущено         | У строю         | Статус                                                                                               |
| - | ---------- | ------------- | ------------------------------------ | ------------------------ | ----------------- | --------------- | --------------- | --- |
| 4 | «Кемпбелл» | D60           | Cammell Laird, Беркенгед             | Арчібальд Кемпбелл       | 10 листопада 1917 | 21 вересня 1918 | 21 грудня 1918  | 18 лютого 1947 року проданий на брухт                                                                |
| 5 | «Маккей»   | D70           | Cammell Laird, Беркенгед             | Маккей                   | 5 березня 1918    | 21 грудня 1918  | 19 травня 1919  | 18 лютого 1947 року проданий на брухт                                                                |
| 6 | «Малкольм» | D19           | Cammell Laird, Беркенгед             | Малкольм                 | 27 березня 1918   | 29 травня 1919  | 14 грудня 1919  | 14 липня 1945 року списаний на брухт                                                                 |
| 7 | «Монтроз»  | D01           | Hawthorn Leslie and Company, Геббурн | Грехем, герцогів Монтроз | 4 жовтня 1917     | 10 червня 1918  | 14 вересня 1918 | 31 січня 1946 року списаний на брухт                                                                 |
| 8 | «Стюарт»   | D00           | Hawthorn Leslie and Company, Геббурн | Стюарт                   | 18 жовтня 1917    | 22 серпня 1918  | 21 грудня 1918  | 11 жовтня 1933 року переданий до Королівського флоту Австралії; 3 лютого 1947 року списаний на брухт |

У квітні 1918 року були закладені ще два лідери «Беррінгтон» та «Г'юз», однак через завершення Першої світової війни подальше будівництво кораблів було завершене у грудні 1918 року.